# Casten Nemra

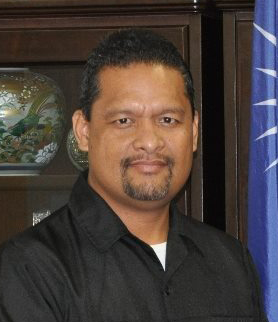
Casten Nemra (2016)

Casten Nemra (* 29. Juli 1971) war vom 11. bis zum 28. Januar 2016 Präsident der Marshallinseln.

## Leben
Nemra studierte in Portland und war seit 2001 für das Finanzministerium tätig. Im März 2007 wurde er zum Leitenden Staatssekretär (Chief Secretary) ernannt. Er war Leiter des öffentlichen Dienstes und Vorsitzender der Arbeitsgruppe für Naturkatastrophen. Bei den Parlamentswahlen im November 2015 erhielt er 455 Stimmen und errang einen der beiden Sitze für Jaluit im Nitijeļā. Bei den Wahlen erlitt die Regierung von Christopher Loeak starke Verluste, mehrere Kabinettsmitglieder, der Parlamentspräsident (Speaker) und sein Stellvertreter verloren ihre Parlamentssitze. Die oppositionelle KEA-Partei erhielt jedoch keine Mehrheit, sondern war auf die Unterstützung der Solid Six einer Gruppe junger Abgeordneter angewiesen. Der Opposition gelang es zwar, eine Mehrheit bei der Wahl des Parlamentspräsidenten und seines Stellvertreters zu erringen, bei der Wahl zum Präsidenten setzte sich jedoch der zu den Solid Six zählende Casten Nemra überraschend gegen den Oppositionskandidaten Alvin Jacklick mit 17 gegen 16 Stimmen durch. Nemra und sein Kabinett wurden am 11. Januar vereidigt. Innerhalb weniger Tage nach Amtsantritt beantragten Abgeordnete der Opposition ein Misstrauensvotum. Am 26. Januar wurde das Misstrauensvotum mit 21 gegen 12 Stimmen angenommen. Zu seiner Nachfolgerin wurde am Folgetag die frühere Bildungsministerin Hilda Heine gewählt.